# Вирих Филип фон Даун
Граф Вирих Филип фон Даун (1669 – 1741) (на немски: Wirich Philipp von und zu Daun) е фелдмаршал, императорски таен съветник и изтъкнат военачалник от Австрийската империя от първата половина на 18 век. Той е от 1707 до 1708 г. и от 1713 до 1719 г. вицекрал на Неапол. През 1724 –1725 г. той е управител на австрийска Нидерландия и от 1725 до 1736 г. управител на Милано. Ерцхерцог Карл му дава княжество Теано. Баща е на известния фелдмашал Леополд Йозеф фон Даун, генералът на Мария Терезия.
Баща му е фелдмаршал граф Вилхелм Йохан Антон фон Даун (1621 – 1706), а майка му е Анна Мария Магдалена графиня фон Алтхан (1635 – 1712). Брат е на Хайнрих Дитрих Мартин Йозеф граф Даун, императорски фелдмаршал и дворцов военен съветник (1678 – 1761), и на фелдмаршал-лейтенант Хайнрих Рихард Лоренц граф Даун (1673 – 1729). Женен е за Мария Барбара графиня Херберщайн.
Погребан е в капелата Св. Георг на Августинската църква във Виена, където също е погребан и син му, Леополд Йозеф.